# ماتیو برینتک
ماتیو لوسیان برینتک (متولد ۱۲ ژانویهٔ ۱۹۹۴) کشتی‌گیر فرنگی‌کار تیم ملی لهستان است.
از افتخارات وی می‌توان به کسب مدال نقره وزن ۶۶ کیلوگرم در مسابقات قهرمانی کشتی جهان ۲۰۱۷ اشاره کرد.

## مسابقات قهرمانی کشتی جهان ۲۰۱۷
برینتک در وزن ۷۱ کیلو مسابقات قهرمانی کشتی فرنگی جهان ۲۰۱۷ پاریس حاضر بود که آتاکان یوکسل از ترکیه، میکال نواک از چک، دانیل خانسیس از کرواسی و محمد الیاسی از ایران را شکست داد و به فینال رسید. وی در فینال به هان‌سو ریو باخت و به مدال نقره بسنده کرد.